# Федорівська сільська рада (Гощанський район)
Фе́дорівська сільська́ ра́да (у 1940-ві роки — Тудорівська) — орган місцевого самоврядування в Гощанському районі Рівненської області. Адміністративний центр — село Федорівка.

## Загальні відомості
- Федорівська сільська рада утворена в 1946 році.
- Територія ради: 16,74 км²
- Населення ради: 641 особа (станом на 2001 рік)
- Територією ради протікає річка Рудка.

## Населені пункти
Сільській раді підпорядковані населені пункти:
- с. Федорівка

## Склад ради
Рада складається з 12 депутатів та голови.
- Голова ради: Радчук Юрій Іванович
- Секретар ради: Довгополюк Тетяна Миколаївна

### Керівний склад попередніх скликань
| ПІБ                           | Основні відомості                                                                     | Дата обрання | Дата звільнення |
| ----------------------------- | ------------------------------------------------------------------------------------- | ------------ | --------------- |
| Петров Сергій Опанасович      | Сільський голова, 1960 року народження, безпартійний                                  | 26.03.2006   | 01.02.2008      |
| Шолодько Микола Володимирович | Сільський голова, 1963 року народження, освіта, безпартійний                          | 30.11.2008   | 31.10.2010      |
| Шолодько Микола Володимирович | Сільський голова, 1963 року народження, безпартійний                                  | 31.10.2010   | 01.01.2014      |
| Радчук Юрій Іванович          | Сільський голова, 1969 року народження, освіта вища, член Української Народної Партії | 25.05.2014   |                 |

Примітка: таблиця складена за даними сайту Верховної Ради України